# Хорава, Акакий Алексеевич
Ака́кий Алексе́евич Хора́ва (груз. აკაკი ალექსის ძე ხორავა; 1895 — 1972) — грузинский, советский актёр, театральный режиссёр, педагог. Народный артист СССР (1936). Лауреат пяти Сталинских премий (1941, 1943, 1946, 1946, 1951). Кавалер двух орденов Ленина (1945, 1950).

## Биография
Акакий Хорава родился 17 (29) апреля 1895 года в селе Очхомури (ныне в Чхороцкуском муниципалитете, край Самегрело — Земо-Сванети, Грузия).
В 1915 году окончил Кутаисскую классическую мужскую гимназию. В 1915—1917 годах учился на медицинском факультете Киевского университета. После Февральской революции вернулся в Грузию.
В 1917—1919 годах работал в Ново-Сенакском уездном продовольственном комитете, был добровольцем Ново-Сенакского отряда по защите Батуми от наступающих турок.
В 1919—1920 годах продолжил образование на медицинском факультете Тбилисского университета, работал в жилищном и строительном отделах Тбилисской городской управы.
В 1919—1921 годах участвовал в спектаклях Центрального рабочего клуба, Народного дома имени К. Зубалова в Тифлисе (руководитель Ш. Дадиани).
В 1921—1922 годах работал корректором газеты «Соплис муша» и «Муша» в Тифлисе.
В 1922—1923 годах учился в Тифлисской драматической студии А. Пагавы.
В 1923 году дебютировал в труппе Тифлисского драматического театра имени Ш. Руставели. В 1936—1949 годах был художественным руководителем, а в 1949—1955 годах директором театра.
На его творчество большое влияние оказал Константин Марджанишвили. В 1926—1935 годах работал под руководством Александра Ахметели.
Выступал в качестве режиссёра.
С 1924 года снимался в кино.

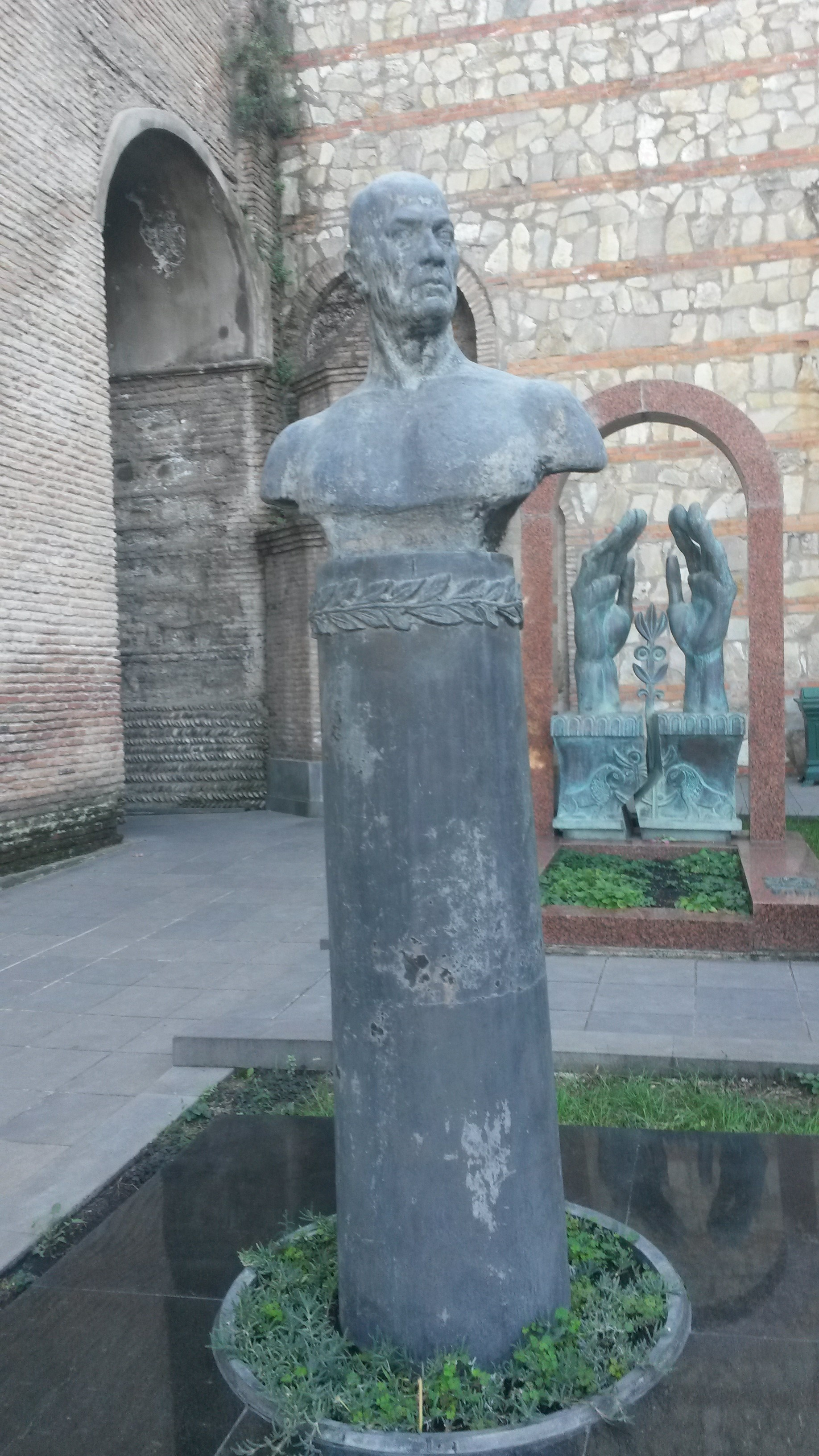
Могила Акакия Хоравы

В 1934—1936 годах обучал группу чеченских артистов, впоследствии работавших в Чеченском государственном драматическом театре имени Х. Нурадилова (Грозный).
С 1939 по 1972 год вёл педагогическую работу в Тбилисском театральном институте имени Ш. Руставели. С 1939 по 1949 год являлся директором института, с 1947 года — профессором.
Его высшими достижениями как киноактёра стали роли великих полководцев, народных вождей Георгия Саакадзе (1942) и Георгия Скандербега (1953).
Один из основателей Театрального общества Грузии (1945), в 1945—1947 и 1957—1960 годах — его председатель.
Член ВКП(б) с 1939 года. Депутат Верховного Совета СССР 1—4 созывов (1937—1958), Верховного Совета Грузинской ССР 5-го созыва. Был председателем Комитета защиты мира Грузии.
Умер 23 июня 1972 года в Тбилиси. Похоронен в пантеоне Мтацминда.

## Звания и награды
- Народный артист Грузинской ССР (1934)
- Народный артист СССР (1936)
- Сталинская премия первой степени (1941) — за выдающиеся достижения в области театрально-драматического искусства[4]
- Сталинская премия первой степени (1943) — за исполнение главной роли в 1-й серии фильма «Георгий Саакадзе» (1942)[5]
- Сталинская премия первой степени (1946) — за исполнение главной роли во 2-й серии фильма «Георгий Саакадзе» (1943)[6]
- Сталинская премия первой степени (1946) — за исполнение роли Ивана Грозного в спектакле «Великий государь» В. А. Соловьёва[7]
- Сталинская премия третьей степени (1951) — за исполнение роли Джемала в спектакле «Потопленные камни» И. О. Мосашвили[8]
- Два ордена Ленина (30.04.1945[9], 1950)
- Два ордена Трудового Красного Знамени (1936, 1958)
- Два ордена Красной Звезды (1944, 1946)
- Медаль «За оборону Кавказа» (1944)
- Медаль «За доблестный труд в Великой Отечественной войне 1941-1945 гг.» (1945).

## Творчество

### Роли в театре
- 1923 — «Гегечкори» Ш. Н. Дадиани — судья Хеция
- 1923—1926:
  - «Саломея» О. Уайльда — Иоканаан
  - «Раздел» Г. Эристави — Андухапар
  - «Человек-масса» Э. Толлера — Безымянный
  - «Гамлет» У. Шекспира — Лаэрт
- 1928 — «Разлом» Б. А. Лавренёва — Евгений Иванович Берсенев[3]
- 1928 — «Анзор» С. И. Шаншиашвили — Анзор
- 1931 — «Тетнульд» Ш. Н. Дадиани — Аргишди
- 1933 — «Разбойники» Ф. Шиллера — Карл Моор
- 1935 — «Платон Кречет» А. Е. Корнейчука — Платон Иванович Кречет
- 1936 — «Арсен» С. И. Шаншиашвили — Арсен
- 1937 — «Алькасар» Г. Д. Мдивани — Педро
- 1937 — «Отелло» У. Шекспира — Отелло
- 1940 — «Георгий Саакадзе» С. И. Шаншиашвили — Георгий Саакадзе
- 1940 — «Измена» А. И. Сумбатова-Южина — Дато
- 1942 — «Олеко Дундич» А. Г. Ржешевского и М. А. Каца — Олеко Дундич
- 1944 — «Сирано де Бержерак» Э. Ростана — Сирано де Бержерак
- 1945 — «Великий государь» В. А. Соловьёва — Иван Грозный
- 1946 — «Победители» Б. Ф. Чирскова — Кирилл Степанович Муравьёв
- 1948 — «Король Лир» У. Шекспира — Король Лир
- 1951 — «Потопленные камни» И. О. Мосашвили — Джемал
- 1951 — «Пэпо» Г. М. Сундукяна — Пэпо
- 1955 — «Тариэл Голуа» Л. Киачели — Тариэл Голуа
- 1956 — «Царь Эдип» Софокла — Эдип
- 1957 — «Борис Годунов» А. С. Пушкина — Борис Годунов
- 1958 — «Оптимистическая трагедия» В. В. Вишневского — Вожак
- 1961 — «Современная трагедия» Р. С. Эбралидзе — Моор

### Постановки в театре
- 1940 — «Измена» А. И. Сумбатова-Южина
- 1942 — «Небо Москвы» Г. Д. Мдивани.

### Фильмография
- 1924 — Пропавшие сокровища — эпизод
- 1925 — Кошмары прошлого — Сандро
- 1925 — Тайна маяка — Аслан
- 1925 — Ценою тысяч — Сандро
- 1926 — Натэлла — кузнец Микава
- 1929 — Моя бабушка — рабочий
- 1931 — Гвоздь в сапоге — прокурор
- 1937 — Арсен — Соломон Додашвили
- 1937 — Два друга (короткометражный) — заведующий фермой
- 1937 — Золотистая долина — Каха
- 1942—1943 — Георгий Саакадзе — Георгий Саакадзе
- 1944 — Малахов курган — вице-адмирал
- 1945 — Строптивые соседи — директор завода
- 1953 — Великий воин Албании Скандербег — Георгий Кастриот
- 1958 — Маяковский начинался так… — отец поэта
- 1958 — Мамлюк — Али-бей
- 1959 — На пороге жизни — Шалва
- 1965 — Иные нынче времена — Гижуа

## Память
- В 1972 году именем Акакия Хоравы назван Дом актёра в Тбилиси.
- Театр в Сенаки носит имя Акакия Хоравы.